# گچه (مجارستان)
گچه (به مجاری:  Gecse) یک شهرداری در مجارستان است که در ناحیه پاپا واقع شده‌است. گچه ۹٫۳۴ کیلومتر مربع مساحت و ۴۶۷ نفر جمعیت دارد.